# Wierde 2

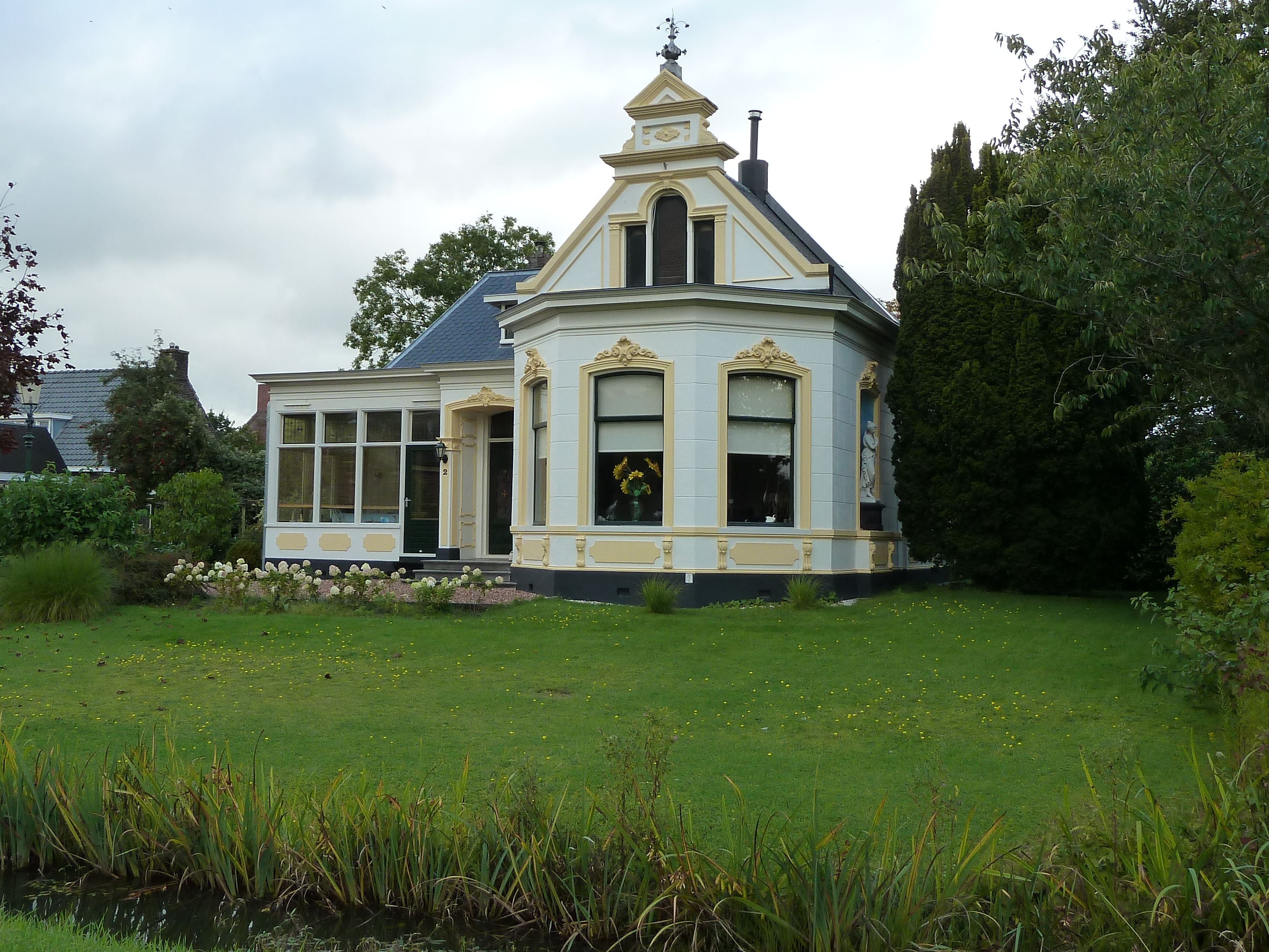
De villa aan de Wierde 2 te Leens

De villa aan de Wierde 2 is een monumentaal pand in Leens in de Nederlandse provincie Groningen.

## Geschiedenis
De woning aan de Wierde 2 werd rond 1875 gebouwd in opdracht van de landbouwer Jacob de Vries uit Douwen en zijn echtgenote Bouke Dob. Na het overlijden van De Vries in 1893 verkocht zijn weduwe het pand in 1895 aan ene Enne Boer. Rond die tijd zal de woning ingrijpend zijn verbouwd. Het gebouw kreeg een eclectisch uiterlijk, met een neorenaissance topgevel aan de zuidzijde (zie afbeelding). Het bakstenen huis is geheel bepleisterd. In de oostgevel bevindt zich een blind raam met een vrouwenfiguur (zie afbeelding). De H-ramen zijn aan de bovenzijde gedecoreerd met sierwerk (zie afbeelding), evenals het portiek met ingang aan de zuidzijde van de woning. De erkerkamer bevat een gedecoreerde schouwpartij met een gesneden spiegel. Ook het plafond en de deur zijn rijk gedecoreerd. De groene, blauwe en vergulde kleuren zijn nog origineel. De voortuin met perken en wandelpaden is in de loop der tijd verdwenen. Naast en aan de achterzijde van de woning bevindt zich een tuin met markante, oude bomen. In het begin van de vijftiger jaren van de 20e eeuw is het huis in het bezit geweest van de gereformeerde kerk; er zouden in die periode kerkdiensten op de zolderverdieping zijn gehouden.
De woning is onder meer vanwege de rijke detaillering van het exterieur en als voorbeeld van een rentenierswoning in een eclectische bouwstijl erkend als een rijksmonument.

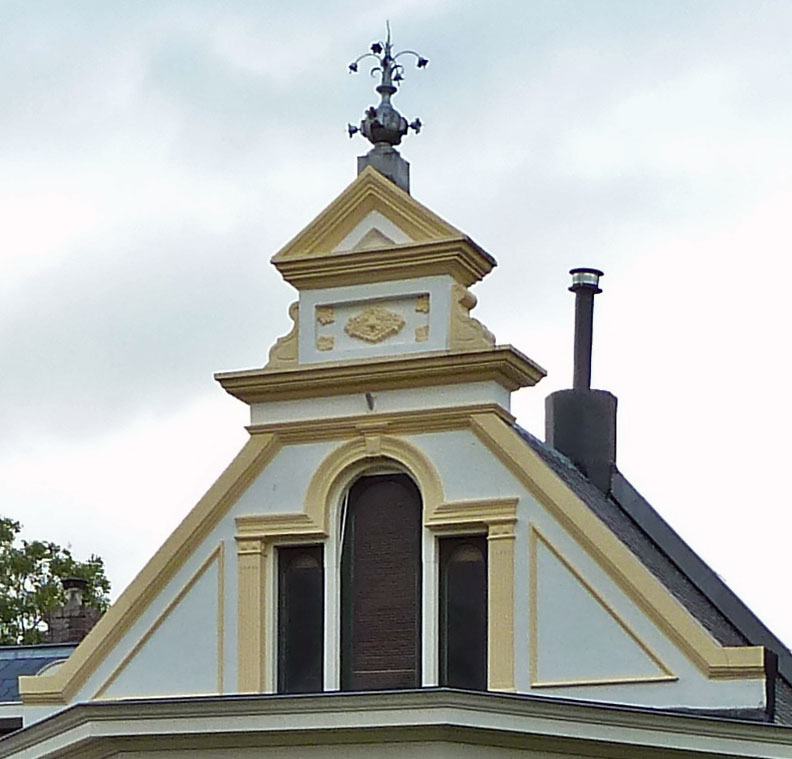
De topgevel aan de zuidzijde
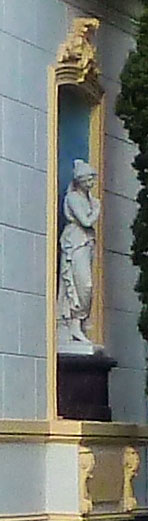
Raam met vrouwenfiguur aan de oostzijde
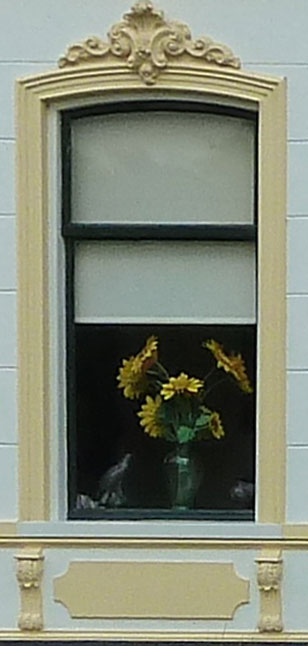
Raam aan de zuidzijde (erker)